# Eurovision Young Musicians 1998
Het Eurovision Young Musicians 1998 was de negende editie van het muziekfestival en vond plaats op 4 juni 1998 in het Rathausplatz in Wenen, het is tevens de eerste keer dat een land het festival meermaals organiseert (de eerste keer was in 1990). 

## Jury
Yehudi Menuhin
 Vadim Brodski
 Gérard Caussé
 Friedrich Doligal
 Jack Martin Händler
 Nana Yashvili
 Eric Kushner
 Alexei Lubimov

## Overzicht

### Finale
| Plaats | Land                | Muzikant         | Instrument |
| ------ | ------------------- | ---------------- | ---------- |
| 1      | Oostenrijk          | Lidia Baich      | Viool      |
| 2      | Kroatië             | Monika Leskovar  | Cello      |
| 3      | Verenigd Koninkrijk | Adrian Spillett  | Percussie  |
| -      | Finland             | Kalle Toivio     | Piano      |
| -      | Letland             | Lauma Skride     | Piano      |
| -      | Slovenië            | Borut Zagoranski | Accordeon  |
| -      | Slowakije           | Michal Sťahel    | Cello      |
| -      | Zweden              | David Sjögren    | Viool      |

### Halve finale
| Land                | Artiest              | Instrument | Resultaat      |
| ------------------- | -------------------- | ---------- | -------------- |
| Cyprus              | Nikólasz Melísz      | Piano      | uit            |
| Duitsland           | ?                    | ?          | uit            |
| Estland             | Hando Nahkur         | Piano      | uit            |
| Finland             | Kalle Toivio         | Piano      | gekwalificeerd |
| Griekenland         | ?                    | ?          | uit            |
| Ierland             | Cora Venus Lunny     | Viool      | uit            |
| Kroatië             | Monika Leskovar      | Cello      | gekwalificeerd |
| Letland             | Lauma Skride         | Piano      | gekwalificeerd |
| Noorwegen           | Kristian Lindberg    | Piano      | uit            |
| Oostenrijk          | Lidia Baich          | Viool      | gekwalificeerd |
| Polen               | ?                    | ?          | uit            |
| Portugal            | ?                    | ?          | uit            |
| Slovenië            | Borut Zagoranski     | Accordeon  | gekwalificeerd |
| Slowakije           | Michal Sťahel        | Cello      | gekwalificeerd |
| Spanje              | Leticia Muñoz Moreno | Viool      | uit            |
| Verenigd Koninkrijk | Adrian Spillett      | Percussie  | gekwalificeerd |
| Zweden              | David Sjögren        | Viool      | gekwalificeerd |
| Zwitserland         | Francesco Piemontesi | Piano      | uit            |

## Wijzigingen

Deelnemende landen
Landen die zich niet voor de finale kwalificeerden
Landen die in het verleden deelgenomen hebben, maar dit jaar afwezig zijn

### Debuterende landen
- Slowakije

### Terugkerende landen
- Kroatië
- Zweden

### Terugtrekkende landen
- België
- Frankrijk
- Rusland

## Terugkerende artiesten
Lidia Baich doet voor de tweede keer op rij mee voor Oostenrijk. Hiermee is ze de eerste artieste die meermaals deelneemt. Bovendien is ze ook de eerste artiest die meermaals in de finale geraakte.
| Land       | Artiest     | Eerdere deelname |
| ---------- | ----------- | ---------------- |
| Oostenrijk | Lidia Baich | Oostenrijk 1996  |

## Trivia
- Presentator Julian Rachlin nam zelf ooit deel aan het festival, namelijk in 1988. Hij won toen het festival.
- Lauma Skride is de jongere zus van Baiba Skride, die op het Eurovision Young Musicians 1996 meedeed voor Letland.

1982 · 1984 · 1986 · 1988 · 1990 · 1992 · 1994 · 1996 · 1998 · 2000 · 2002 · 2004 · 2006 · 2008 · 2010 · 2012 · 2014 · 2016 · 2018 · 2022 · 2024
Zie ook: Eurovisiedansfestival · Eurovisiesongfestival · Junior Eurovisiesongfestival · Eurovision Young Dancers · Eurovision Choir